# Disnea
La disnea es una dificultad respiratoria que se suele traducir en falta de aire. Deriva en una sensación subjetiva de malestar que frecuentemente se origina en una respiración deficiente, englobando sensaciones cualitativas distintas variables en intensidad. Esta experiencia se origina a partir de interacciones en las que intervienen factores fisiológicos, psicológicos, sociales y ambientales múltiples que pueden a su vez inducir, desde respuestas fisiológicas a comportamientos secundarios.

## Tipos
Se puede distinguir:
- Disnea de esfuerzo: aparece al realizar esfuerzos, con la apreciación adyacente de si son grandes, medianos o pequeños.
- Disnea de decúbito, que se alivia con la posición erecta (ortopnea): puede alcanzar distintos grados de intensidad, siendo progresiva hasta alcanzar el decúbito.
- Disnea paroxística nocturna, que también se conoce por sus siglas DPN: se caracteriza por aparecer durante la noche mientras el paciente se encuentra dormido. Esto lo obliga a despertarse súbitamente, creando una situación de desesperación al no poder recibir la cantidad necesaria de aire.
- Disnea de reposo: aparece incluso sin realizar ningún tipo de esfuerzo.[2]

## Causas y síntomas
Ver: Anexo:Causas de disnea

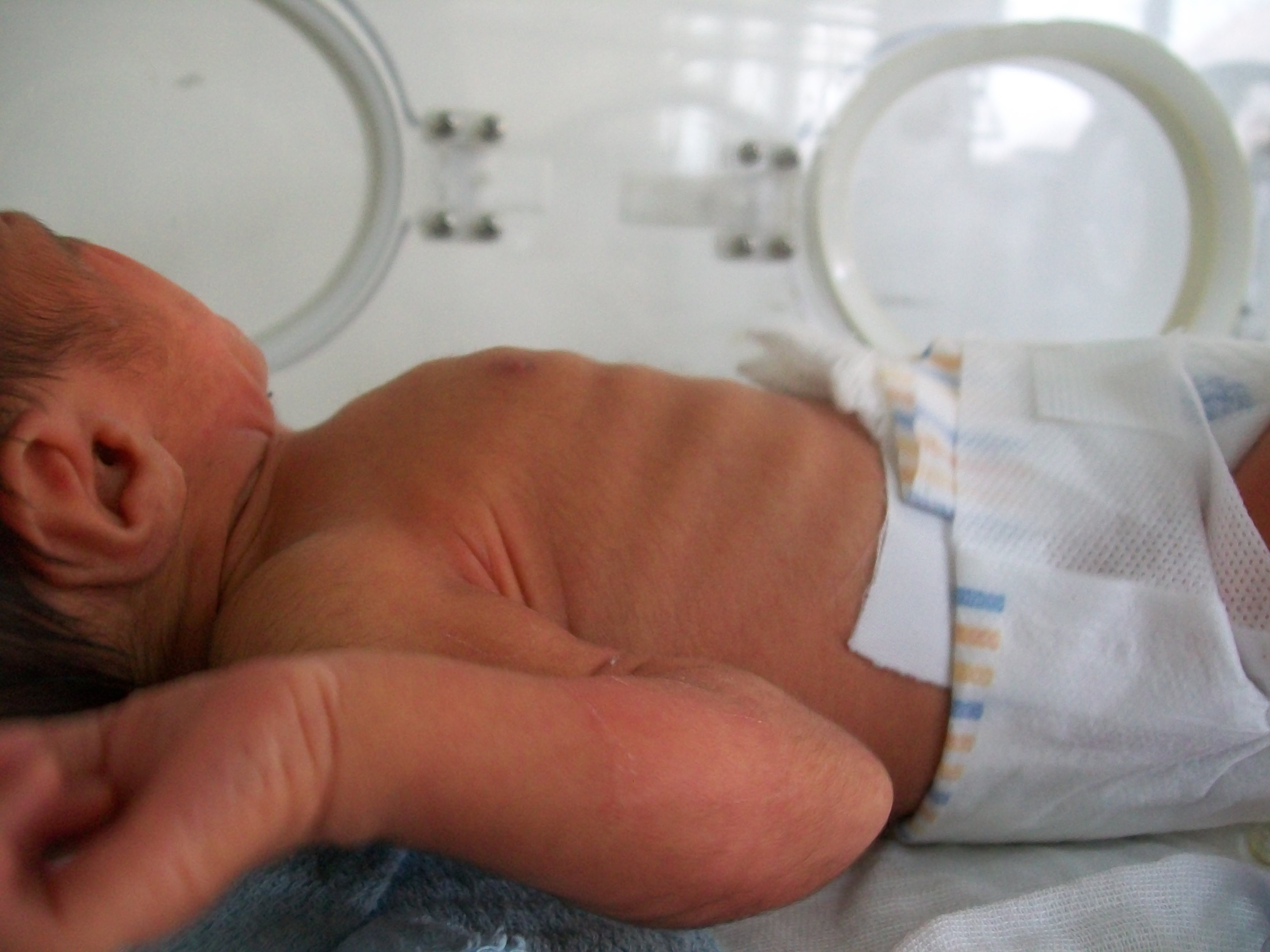
Recién nacido con tiraje intercostal producto de dificultad respiratoria. Hospital Central de Maracay, Venezuela.

Los síntomas, aunque muy parecidos, dependen de la causa desencadenante de la dificultad respiratoria. Así, junto con la dificultad respiratoria y la posible coloración azulada que presente el paciente, se pueden observar:
- Broncoespasmo:
  - Silbido superior al respirar.
- Problemas sanguíneos:
  - Presencia de anemia.
- Cáncer:
  - Dificultad creciente al respirar.
  - Dolores al respirar.
  - Tos crónica.
  - Sangre en la flema.
- Colapso del pulmón:
  - Neumotórax (acumulación de aire entre las membranas de la pleura).
  - Dolor intenso.
- Enfisema (pérdida de elasticidad de los sacos de aire del pulmón):
  - Dificultad para expulsar el aire que ha entrado en los pulmones, proceso que dificulta la entrada de aire nuevo.
- Obstrucción de la tráquea: si un trozo de comida o cualquier otro objeto entra en la tráquea, puede producir asfixia, neumonía y hasta la muerte.
- Enfermedades cardiacas: 
  - Dolores en el pecho.
  - Despertarse por la noche sin aire puede ser un síntoma de insuficiencia cardiaca.